# هاري جيمس (مغن راب)
هاري جيمس (بالإنجليزية: Fugative)‏ هو مغن مؤلف ومنتج أسطوانات وكاتب أغانٍ بريطاني، ولد في 11 مارس 1994 في لندن في المملكة المتحدة.

## وصلات خارجية
- هاري جيمس على موقع ميوزك برينز (الإنجليزية)
- هاري جيمس على موقع ديسكوغز (الإنجليزية)